# Taenioides
Taenioides és un gènere de peixos de la família dels gòbids i de l'ordre dels perciformes.

## Taxonomia
- Taenioides anguillaris (Linnaeus, 1758)[2]
- Taenioides buchanani (Day, 1873)[3]
- Taenioides caniscapulus (Roxas & Ablan, 1938)[4]
- Taenioides cirratus (Blyth, 1860)[5]
- Taenioides eruptionis (Bleeker, 1849)[6]
- Taenioides esquivel (Smith, 1947)[7]
- Taenioides gracilis (Valenciennes, 1837)[8]
- Taenioides jacksoni (Smith, 1943)[9]
- Taenioides kentalleni (Murdy & Randall, 2002)[10]
- Taenioides limicola (Smith, 1964)[11]
- Taenioides mordax (De Vis, 1883)[12]
- Taenioides nigrimarginatus (Hora, 1924)[13]
- Taenioides purpurascens (De Vis, 1884)[14][15][16][17][18][19][20]